# Beles Wenz
Beles Wenz är ett vattendrag i Etiopien.   Det ligger i regionen Benishangul-Gumuz, i den västra delen av landet, 400 km nordväst om huvudstaden Addis Abeba.